# بورلی هیلز چی‌واوا ۳: زنده‌باد جشن
بورلی هیلز چی‌واوا ۳: زنده‌باد جشن (انگلیسی: Beverly Hills Chihuahua 3: Viva la Fiesta!) فیلمی در ژانر کمدی است که در سال ۲۰۱۲ منتشر شد.

## بازیگران
- جیسون بروکس
- ارین کیهیل
- مارکوس کلما
- فرانسیس فیشر
- کایل گاس
- سباستین روشه
- جرج لوپز
- اودت انابل
- امیلی آسمنت
- لیسی چابرت
- کی پانابیکر
- مدیسون پتیس
- جی.پی مانوکس
- تام کنی
- فیل لامار
- میگوئل فرر
- آماندا فولر
- ارنی هادسون
- ادی سوتلو
- کارن بویاجیان
- نیک اورسمن
- جیک بیوزی